# France 5
France 5 è un canale televisivo pubblico francese a vocazione culturale ed educativa.

## Storia

### La Cinquième
Il canale nasce il 1º febbraio 1994 su decisione del governo di Édouard Balladur e occupa le frequenze lasciate libere da La Cinq due anni prima e in parte occupate da Arte. Il governo la definisce come "televisione del sapere, della formazione e del lavoro", frase che riassume la mission del canale. Il 1º dicembre 1994, viene creato un gruppo d'interazione economica con La Sept-Arte a presidenza semestrale. La creazione di quest'emittente è fortemente criticata dall'Assemblea Nazionale e dal Senato.
Il 13 dicembre 1994 alle 18:00, La Cinquième inizia le sue trasmissioni, inaugurate con una festa solenne presso la piramide del Louvre. Dal giorno successivo l'emittente iniziò a trasmettere dalle 7 alle 19, lasciando le restanti ore ad arte; questa condivisione porta l'Audimat a definire fino al 2011 le due reti con un generico "quinta rete di trasmissione".
Nel marzo 1997, il governo Jospin impose la fusione con La Sept-Arte. Il 31 gennaio 1998, l'emittente è diffusa dalle 6 a mezzanotte senza interruzioni sul canale 45 di CanalSatellite, e sul canale 5 di TPS il 16 febbraio. Il 10 agosto 1999, l'emittente entra nel 25% del capitale di TV5, emittente francofona internazionale.

### L'integrazione nel gruppo France Télévisions
Il 27 maggio 1999, l'Assemblea Nazionale adotta il progetto di raggruppare tutti i canali pubblici in una holding. Il 2 agosto 2000, La Cinquième è integrata nel gruppo France Télévisions. Sceneggiati e lungometraggi sono abbandonati a favore di magazine e documentari.
La Cinquième viene rinominata France 5 il 7 gennaio 2002 e assume un logo sulla base degli altri canali pubblici.

## Diffusione
France 5 condivideva lo spazio con Arte in analogico sul satellite Atlantic Bird 3 su 12.606 MHz (ciò accadeva anche nell'etere francese). La versione analogica in onda sul satellite Hot Bird è stata spenta il 2 novembre 2004. In digitale, il canale è in onda sul satellite Atlantic Bird 3, in chiaro, dal 2 marzo 2005, oltre che sul digitale terrestre francese e nel pacchetto satellitare a pagamento CanalSat, in onda su Astra.

## Programmi

### Documentario
- J'ai vu changer la Terre
- Sale temps pour la planète
- Les routes de l'impossible
- Fourchette & sac à dos
- J'irai dormir chez vous
- Vu sur Terre
- Des trains pas comme les autres
- Le doc sauvage ...

### Riviste
- Allo docteurs
- C dans l'air
- C à vous
- C à dire?!
- C politique
- C'est notre affaire
- C'est notre histoire
- Echappées belles
- Empreintes
- Entrée libre
- L'emploi par le net
- La Grande Librairie
- La Maison France 5
- Le Doc du dimanche
- Le Magazine de la santé
- Les escapades de Petitrenaud
- Les Maternelles
- Médias, le magazine
- Revu et corrigé
- Silence, ça pousse ! ...

### Programmi per i giovani
- Okoo

## Loghi

1º febbraio 1994 - 7 gennaio 2002
7 gennaio 2002 - 7 aprile 2008
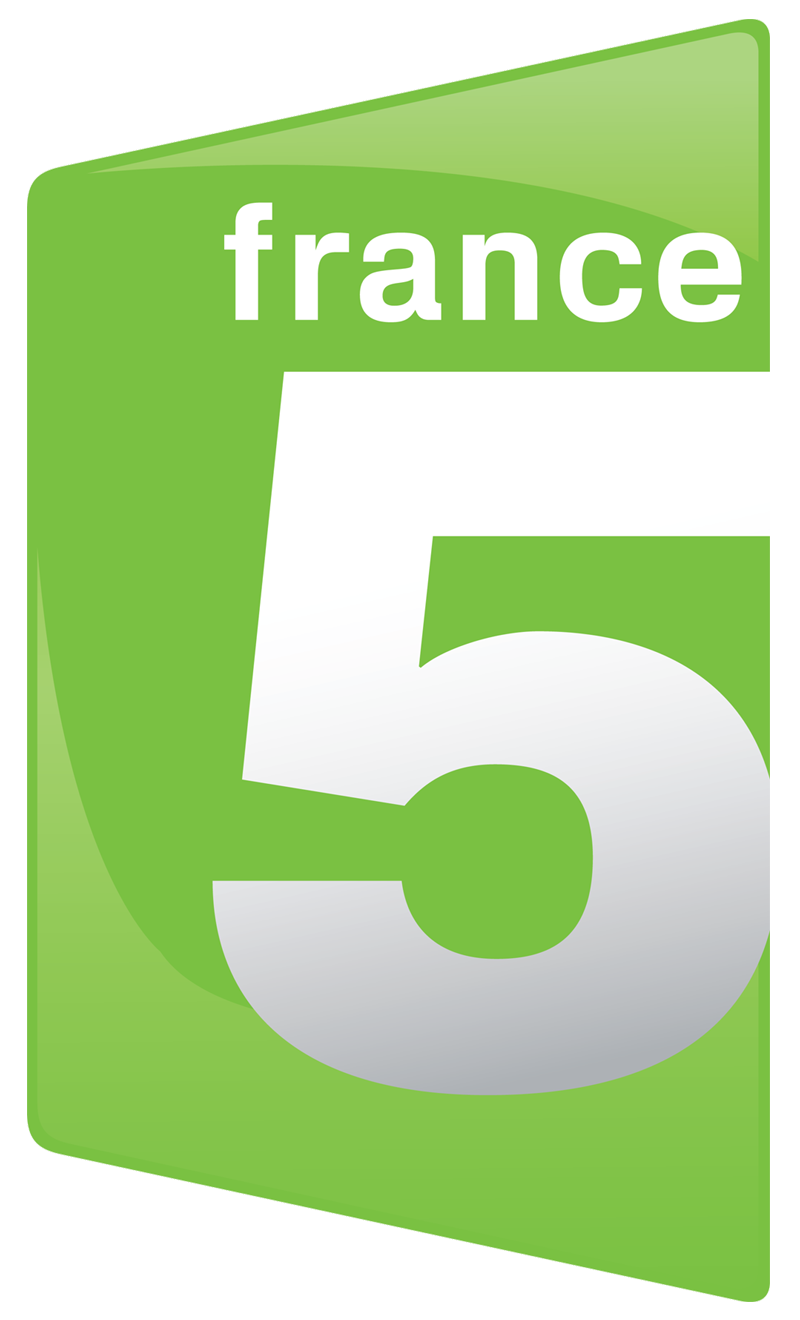
7 aprile 2008 - 29 gennaio 2018
In uso dal 29 gennaio 2018
In uso dal 29 gennaio 2018 sulle grafiche e dal 29 gennaio 2018 al 5 giugno 2025 in sovraimpressione
In uso dal 6 giugno 2025 (in sovrimpressione)